# Polunîcine, Radîvîliv
Polunîcine (în ucraineană Полуничне) este un sat în comuna Hotîn din raionul Radîvîliv, regiunea Rivne, Ucraina.

## Demografie
Componența lingvistică a localității Polunîcine
     Ucraineană (99,22%)
     Alte limbi (0,78%)
Conform recensământului din 2001, majoritatea populației localității Polunîcine era vorbitoare de ucraineană (99,22%), existând în minoritate și vorbitori de alte limbi.